# Magyarország az 1968. évi téli olimpiai játékokon
Magyarország a franciaországi Grenoble-ban megrendezett 1968. évi téli olimpiai játékok egyik részt vevő nemzete volt, négy sportág, összesen tizenhárom versenyszámában nyolc férfi és két női, összesen tíz versenyző képviselte. A magyar sportolók nem szereztek érmet.
A magyar sportolók egy sportágban összesen egy olimpiai pontot szereztek. Ez egy ponttal több, mint az előző, innsbrucki olimpián elért eredmény. A megnyitóünnepségen a magyar zászlót a gyorskorcsolyázó Martos Mihály vitte.

## További magyar pontszerzők

### 4. helyezettek
Ezen a téli olimpián a magyar csapat nem szerzett negyedik helyet.

### 5. helyezettek
Ezen a téli olimpián a magyar csapat nem szerzett ötödik helyet.

### 6. helyezettek
| Név            | Sportág     | Versenyszám |
| -------------- | ----------- | ----------- |
| Almássy Zsuzsa | Műkorcsolya | Női egyéni  |

## Eredményesség sportáganként
Az alábbi táblázat összefoglalja a magyar versenyzők szereplését. A sportág neve mögött zárójelben lévő szám jelzi, hogy az adott szakág hány versenyszámában indult magyar sportoló.
Az egyes oszlopokban előforduló legmagasabb érték vagy értékek vastagítással kiemelve.

Az olimpiai pontok számát az alábbiak szerint lehet kiszámolni: 1. hely – 7 pont, 2. hely – 5 pont, 3. hely – 4 pont, 4. hely – 3 pont, 5. hely – 2 pont, 6. hely – 1 pont.
| Sportág            | Helyezések száma | Helyezések száma | Helyezések száma | Helyezések száma | Helyezések száma | Helyezések száma | Olimpiai pont | Indulók száma | Indulók száma | Indulók száma |
| Sportág            |                  |                  |                  | 4.               | 5.               | 6.               | Olimpiai pont | Férfi         | Nő            | Össz.         |
| Gyorskorcsolya (4) | 0                | 0                | 0                | 0                | 0                | 0                | 0             | 3             | 0             | 3             |
| Műkorcsolya (2)    | 0                | 0                | 0                | 0                | 0                | 1                | 1             | 1             | 1             | 2             |
| Sífutás (5)        | 0                | 0                | 0                | 0                | 0                | 0                | 0             | 2             | 1             | 3             |
| Síugrás (2)        | 0                | 0                | 0                | 0                | 0                | 0                | 0             | 2             | 0             | 2             |
|                    |                  |                  |                  |                  |                  |                  |               |               |               |               |
| Összesen           | 0                | 0                | 0                | 0                | 0                | 1                | 1             | 8             | 2             | 10            |

## Gyorskorcsolya
Férfi
| Versenyző      | Versenyszám | Eredmény | Helyezés |
| -------------- | ----------- | -------- | -------- |
| Martos György  | 500 m       | 43,0     | 38.*     |
| Martos György  | 1500 m      | 2:12,2   | 27.      |
| Martos Mihály  | 500 m       | 42,5     | 31.*     |
| Martos Mihály  | 1500 m      | 2:15,8   | 45.      |
| Ivánkai György | 1500 m      | 2:12,6   | 29.      |
| Ivánkai György | 5000 m      | 8:07,5   | 31.*     |
| Ivánkai György | 10 000 m    | 17:36,2  | 27.      |

* - egy másik versenyzővel azonos eredményt ért el

## Műkorcsolya
| Versenyző      | Versenyszám  | Kötelező elemek   | Kötelező elemek | Kűr               | Kűr   | Összesítés                     | Összesítés                     | Összesítés                     | Összesítés                     | Összesítés                     | Összesítés                     | Összesítés                     | Összesítés                     | Összesítés                     | Összesítés        | Összesítés        | Összesítés  | Összesítés | Összesítés |
| Versenyző      | Versenyszám  | Kötelező elemek   | Kötelező elemek | Kűr               | Kűr   | Helyezési pontszámok bírónként | Helyezési pontszámok bírónként | Helyezési pontszámok bírónként | Helyezési pontszámok bírónként | Helyezési pontszámok bírónként | Helyezési pontszámok bírónként | Helyezési pontszámok bírónként | Helyezési pontszámok bírónként | Helyezési pontszámok bírónként | Több. hely. száma | Több. hely. össz. | Hely. össz. | Pont       | Helyezés   |
| Versenyző      | Versenyszám  | Több. hely. száma | Hely.           | Több. hely. száma | Hely. | 1                              | 2                              | 3                              | 4                              | 5                              | 6                              | 7                              | 8                              | 9                              | Több. hely. száma | Több. hely. össz. | Hely. össz. | Pont       | Helyezés   |
| -------------- | ------------ | ----------------- | --------------- | ----------------- | ----- | ------------------------------ | ------------------------------ | ------------------------------ | ------------------------------ | ------------------------------ | ------------------------------ | ------------------------------ | ------------------------------ | ------------------------------ | ----------------- | ----------------- | ----------- | ---------- | ---------- |
| Ébert Jenő     | Férfi egyéni | 6×17+             | 17.             | 9×24+             | 24.   | 20,0                           | 21,0                           | 21,0                           | 20,0                           | 20,0                           | 20,0                           | 20,0                           | 17,0                           | 21,0                           | 6×20+             | 117,0             | 180,0       | 1595,4     | 19.        |
| Almássy Zsuzsa | Női egyéni   | 6×6+              | 6.              | 5×8+              | 8.    | 8,0                            | 5,0                            | 5,0                            | 6,0                            | 5,0                            | 5,0                            | 6,0                            | 10,0                           | 7,0                            | 6×6+              | 32,0              | 57,0        | 1757,0     | 6.         |

## Sífutás
Férfi
| Versenyző     | Versenyszám | Eredmény  | Helyezés |
| ------------- | ----------- | --------- | -------- |
| Holéczy Tibor | 15 km       | 53:35,9   | 49.      |
| Holéczy Tibor | 30 km       | 1:51:42,0 | 57.      |
| Holéczy Tibor | 50 km       | 2:45:38,0 | 42.      |
| Holló Miklós  | 15 km       | 58:37,2   | 64.      |
| Holló Miklós  | 30 km       | 1:53:41,1 | 59.      |
| Holló Miklós  | 50 km       | 2:51:24,1 | 45.      |

Női
| Versenyző  | Versenyszám | Eredmény | Helyezés |
| ---------- | ----------- | -------- | -------- |
| Balázs Éva | 5 km        | 18:05,8  | 27.      |
| Balázs Éva | 10 km       | 40:58,3  | 24.      |

## Síugrás
| Versenyző     | Versenyszám | 1. ugrás | 1. ugrás | 1. ugrás | 2. ugrás | 2. ugrás | 2. ugrás | Összesítés | Összesítés |
| Versenyző     | Versenyszám | Távolság | Pont     | Hely.    | Távolság | Pont     | Hely.    | Pont       | Helyezés   |
| ------------- | ----------- | -------- | -------- | -------- | -------- | -------- | -------- | ---------- | ---------- |
| Gellér László | Normálsánc  | 73,0     | 98,6     | 32.      | 69,5     | 91,0     | 34.      | 189,6      | 34.        |
| Gellér László | Nagysánc    | 95,0     | 98,9     | 20.*     | 90,0     | 92,4     | 23.      | 191,3      | 19.        |
| Gellér Mihály | Normálsánc  | 64,0     | 45,2~    | 58.      | 67,5     | 83,8     | 47.      | 129,0      | 58.        |
| Gellér Mihály | Nagysánc    | 85,5     | 80,6     | 48.*     | 92,0     | 57,2~    | 57.      | 137,8      | 56.        |

* - egy másik versenyzővel azonos eredményt ért el

~ - az ugrás során elesett